# Bosque de los Ausentes

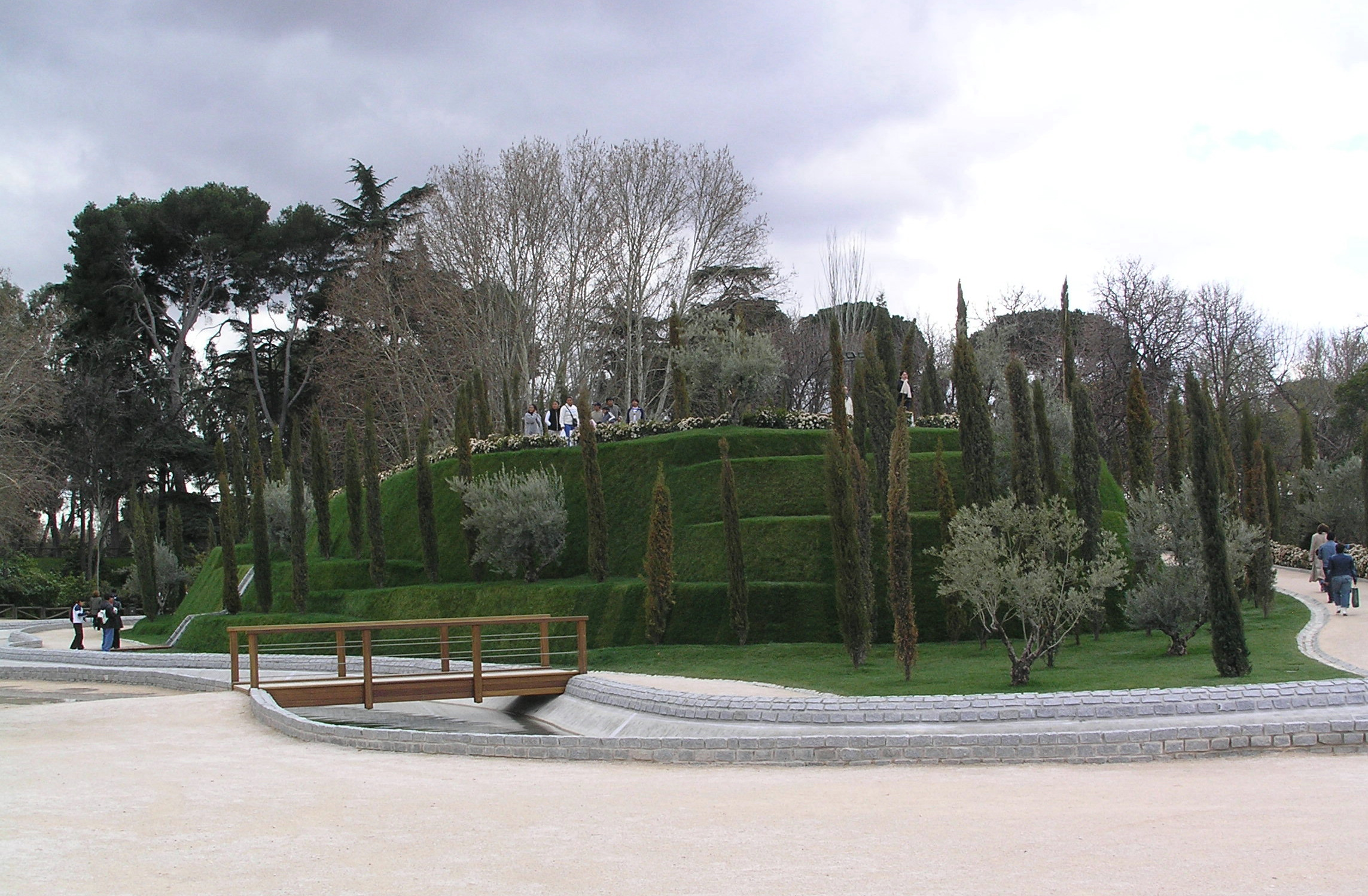
Bosque de los Ausentes.

Bosque de los Ausentes (spanska De Bortgångnas lund) är en minneslund i Retiroparken i Madrid uppförd till minne av de 191 offren för bombdåden i Madrid 2004 och den specialagent som dog då sju självmordsbombare sprängde sig 3 april 2004.
Minneslunden består av 192 träd, 22 olivträd och 170 cypresser, ett för varje dödsoffer, och omges av en liten kanal, eftersom vatten är en symbol för liv. Den ligger på en liten lättillgänglig kulle i Chopera, en del av parken som ligger nära Atocha-stationen, en av olycksplatserna. 

## Invigningen
Kung Juan Carlos och drottning Sophia ledde invigningsceremonin, vilken ägde rum den 11 mars 2005. De fick äran att vara de första som lade blommor på monumentet. Med buketten av vita blommor fanns ett vitt band med texten "Till minnet av alla offer för terrorism", samt ett band i spanska flaggans färger.
Kronprinsparet Felipe och Letizia av Asturien, den spanske regeringschefen José Luis Rodríguez Zapatero och representanter för alla de spanska politiska partierna deltog i invigningen, liksom många statschefer och världsledare såsom FN:s generalsekreterare Kofi Annan, kungen av Marocko Mohammed VI, Afghanistans president Hamid Karzai, Senegals president Abdoulaye Wade, Mauretaniens president Maaouya Ould Sid'Ahmed Taya, Polens president Marek Belka, Portugals president Jorge Sampaio, storhertig Henri av Luxemburg, EU:s utrikesminister Javier Solana, Europaparlamentets talman Josep Borell samt ambassadörerna för de sexton länder vars medborgare förolyckades i attackerna.
På begäran av offrens anhöriga hölls inga tal under ceremonin, men en 17-årig cellist spelade "El Cant dels Ocells" (katalanska "Fåglarnas sång") av Pau Casals medan de närvarande höll en fem minuters tystnad.
Anhöriga till offren har av principskäl valt att avstå från allt deltagande i officiella minnesceremonier.